# Véronique Gens
Véronique Gens est une chanteuse lyrique française, née le 19 avril 1966 à Orléans.

## Biographie
Après avoir étudié le chant au conservatoire d'Orléans dans la classe de Jacqueline Bonnardot, elle rencontre William Christie et chante dans les chœurs des Arts florissants, puis comme soliste. Elle participe notamment dès 1987 à la production d’Atys de Lully et collabore  avec Gérard Lesne, Il Seminario Musicale, avec les Talens lyriques de Christophe Rousset, avec Le Concert Spirituel de Hervé Niquet et avec Les Musiciens du Louvre de Marc Minkowski.
Jean-Claude Malgoire lui propose ses premiers rôles Mozartiens : Chérubin et la Comtesse, dans Les Noces de Figaro, Donna Elvira dans Don Giovanni.
Ce dernier rôle lui vaut un vif succès au Festival d'Aix-en-Provence, en 1998, sous la direction de Claudio Abbado, dans une mise en scène de Peter Brook et marque le début de sa carrière internationale. Toujours dans le domaine de l'opéra mozartien, elle chante également les rôles de Vitellia (La Clémence de Titus), de Pamina (La Flûte enchantée) ou de Fiordiligi (Così fan tutte) sur la plupart des scènes internationales.
Parmi ses rôles, figurent ceux de Mélisande (dans Pelléas et Mélisande, de Claude Debussy), à Munich en 2001, Alcina de Haendel à Hambourg, Tatiana (Eugène Onéguine), de Tchaïkovski, Missia Palmieri (Die lustige Witwe, Eva (Meistersinger von Nürnberg) de Wagner au Theatro de Liceu à Barcelone, Alice Ford (Falstaff) de Verdi, Hélène (La Belle Hélène) d´Offenbach à l´opéra de Genève, Madame Lidoine (Dialogues des Carmélites) de Poulenc au Théatre des Champs-Elysées, La Veuve joyeuse, de Franz Lehar) à l'Opéra de Lyon (2006), Alceste (Alceste) de Gluck à l’Opéra de Vienne (2011), Donna Elvira dans Don Giovanni au Stopera Amsterdam (2016), Iphigénie (Iphigénie en Aulide) de Gluck à l´Opéra d´Amsterdam, Iphigénie Iphigénie en Tauride de Gluck à l'Opéra de Paris, Alceste ( Alceste) de Gluck à l’Opéra de Paris, Hécube (Les Troyens) de Berlioz à l’Opéra de Paris, Giulietta (Les Contes d'Hoffmann de Jacques Offenbach) à l'Opéra de Paris en janvier 2020, La Calisto (Giunone) de Cavalli à la Scala de Milan (octobre 2021), Armide (Armide) de Gluck à l´Opéra Comique (octobre 2022), La fille de Madame Angot (Mademoiselle Lange) de Charles Lecocq à l’Opéra Comique ( septembre 2023) et à nouveau Les Contes d’Hoffmann ( Giulietta) de Offenbach à La Fenice de Venise (novembre 2023 ).
Véronique Gens donne également de nombreux concerts et récitals de mélodies françaises dans le monde entier.
Depuis 2014, elle s'engage notamment aux côtés du Palazzetto Bru Zane pour redécouvrir la musique romantique française oubliée. Avec cette institution, elle enregistre Herculanum de Félicien David, Cinq-Mars et Faust (première version) de Gounod, La Jacquerie de Lalo et Coquard, Proserpine de Saint-Saëns, Dante de Benjamin Godard, La Reine de Chypre de Fromental Halévy, Maître Péronilla d'Offenbach... dans lesquels elle tient des rôles de premier plan.
Parallèlement à sa carrière de chanteuse et dans un souci de transmission, Véronique Gens est devenue depuis quelques années un guide et un professeur pour les jeunes chanteurs. Elle donne régulièrement des Masterclasses publiques.

### Décorations
- 2006 :  Chevalier de l'ordre des Arts et des Lettres[2]
- 2011 :  Chevalier de la Légion d'honneur[2]
- 2021 :  Commandeur de l'ordre des Arts et des Lettres[4]
- 2023 : Officier de l’ordre national du Mérite

## Discographie (sélection)
- Marc-Antoine Charpentier : Le Massacre des Innocents H.411, Super flumina Babylonis H.170, Psaumes de David H .215, H.216, H.220, H.221, Gratiarum actiones ex sacris codicibus excerptæ… H.326, La Symphonie du Marais, Ensemble Vocal Contrepoint, dir. Olivier Schneebeli. CD Adda 1990
- Marc-Antoine Charpentier : Office des Ténèbres, H.95, H.92, H.112, H.93, H.119, H.95, H.134, Miserere H.157, Noémi Rime, Le Parlement de musique, Martin Gester (orgue, clavecin et direction). CD Opus 111 (1991)
- Jean-Sébastien Bach : Messe en si, Collegium Vocale Gent, dir. Philippe Herreweghe
- Rameau, Hippolyte et Aricie, avec Jean-Paul Fouchécourt, Véronique Gens, Bernarda Fink, Russell Smythe, Thérèse Feighan, Annick Massis, Laurent Naouri, Florence Katz, Luc Coadou, M. Hall, Monique Simon, Jean-Louis Georgel, K. Okada, S. Van Dyck, Jean-Louis Meunier, Jacques-François Loiseleur des Longchamps, Jérôme Varnier, l'Ensemble vocal Sagittarius et Les Musiciens du Louvre sous la dir. de Marc Minkowski : Deutsch Grammophon Archiv 4458532, ℗ 1994)
- Hector Berlioz : L'Enfance du Christ, avec Véronique Gens, Paul Agnew, Olivier Lallouette, Frédéric Caton, Collegium Vocale/La Chapelle Royale, orchestre des Champs-Élysées, dir. Philippe Herreweghe, Harmonia mundi 1997
- Hector Berlioz : Les Nuits d'été - La Mort de Cléopâtre, dir. Louis Langrée
- Baldassare Galuppi : Motets, Il Seminario Musicale, Gérard Lesne
- Mozart : Così fan tutte, Concerto Köln, dir. René Jacobs
- Mozart : Les Noces de Figaro, Concerto Köln, dir. René Jacobs
- Tragédiennes (récital, airs extraits d'œuvres de J.-B. Lully, J.-Ph. Rameau, Ch. W. Gluck…) : Les Talens Lyriques, dir. Christophe Rousset. Virgin Classics
- Nuit d'étoiles : mélodies de Gabriel Fauré, Claude Debussy, Francis Poulenc. Avec Roger Vignoles (piano)
- Tragédiennes 2 (récital, airs extraits d'œuvres de Gluck à Berlioz) : Les Talens Lyriques, dir. Christophe Rousset. Virgin Classics
- Haendel : Agrippine, dir. J.-C. Malgoire, La Grande Écurie et la Chambre du Roy, enregistrement réalisé au théâtre municipal de Tourcoing, mars 2003
- Purcell : Didon et Enée, dir. William Christie. Avec Nathan Berg. Erato, 1995
- Maurice Ravel, les cantates du prix de Rome, avec Véronique Gens, Yann Beuron, Ludovic Tézier, Mireille Delunsch, Béatrice Uria-Monzon, Paul Groves, Norah Amsellem ; orchestre national du Capitole de Toulouse, dir. Michel Plasson ; EMI, 2000.
- Chants d'Auvergne dir Jean-Claude Casadesus. Avec l’Orchestre national de Lille. Naxos 2004
- Chants d'Auvergne II  dir Serge Baudo. Avec l’Orchestre national de Lille. Naxos 2007

- Tragédiennes 3 , airs d'opéras de Gluck à Verdi. Avec Les Talens Lyriques & Christophe Rousset . Virgin Classics, 2011
- Félicien David : Herculanum, dir. Hervé Niquet. Avec le Brussels Philharmonic, le chœur de la Radio flamande. Bru Zane, 2015
- Néère. Avec Susan Manoff Alpha 2015
- Charles Gounod : Cinq-Mars, dir. Ulf Schirmer. Avec l'Orchestre de la Radio de Munich, le Chœur de la Radio bavaroise. Bru Zane, 2016
- Edouard Lalo & Arthur Coquard : La Jacquerie, dir. Avec l'Orchestre philharmonique de Radio-France, le Chœur de Radio-France. Bru Zane, 2017
- Camille Saint-Saëns : Proserpine, dir. Ulf Schirmer. Avec l'Orchestre de la Radio de Munich, le Chœur de la Radio flamande. Bru Zane, 2017
- Benjamin Godard : Dante, dir. Ulf Schirmer. Avec l'Orchestre de la Radio de Munich, le Chœur de la Radio bavaroise. Bru Zane, 2017
- Visions  dir Hervé Niquet . Avec le Münchner Rundfunkorchester. En collaboration avec le Palazzetto Bru Zane Alpha 2017
- Fromental Halévy : La Reine de Chypre, dir. Hervé Niquet. Avec l'Orchestre de chambre de Paris, le Chœur de la Radio flamande. Bru Zane, 2018
- Charles Gounod : Faust (version inédite de 1859), dir. Christophe Rousset. Avec Les Talens Lyriques, le Chœur de la Radio flamande. Bru Zane, 2019
- Jacques Offenbach : Maître Péronilla, dir Markus Poschner. Avec l'Orchestre national de France, le Chœur de Radio-France. Bru Zane, 2020
- Nuits, mélodies francaises de Chausson, Lekeu, La Tombelle, Widor, Fauré, Ropartz, Berlioz, Hahn, Saint-Saëns, Massenet, Messager, etc. arrangées avec quatuor à cordes et piano par Alexandre Dratwicki. Avec l’ensemble I Giardini.Coproduction Alpha Classic & Palazzetto Bru Zane, 2020
- Passions - dir Louis-Noël Bestion de Camboulas, Ensemble Les Surprises et Les Chantres du Centre de Musique Baroque de Versailles. Alpha 2021
- Rivales , duos avec Sandrine Piau. Dir Julien Chauvin avec l´ensemble Le Concert de La Loge. Alpha 2022
- La Voix humaine, de Francis Poulenc, dir Alexandre Bloch, avec l’Orchestre national de Lille. Alpha 2023